# Кубок виклику Ліптона
Кубок виклику Ліптона (англ. Lipton Challenge Cup) — футбольний турнір, в якому змагалися команди Півдня Італії і Сицилії.

## Історія
Турнір був організований сером Томасом Ліптоном в 1909 році (також Томас Ліптон організував Кубок Ліптона і Трофей Сера Томаса Ліптона), він повинен був замінити Кубок виклику Вітакера.
За правилами, трофей висотою 80 см і вагою біля 5 кг остаточно переходив на вічне зберігання команді, яка виграла турнір 5 разів, цією командою у 1915 році став клуб «Палермо». Після цього турнір припинив своє існування.
В тридцяті роки під час фашистського режиму кубок був зданий в рамках збору дорогоцінних металів і його подальша доля невідома.

## Фінали

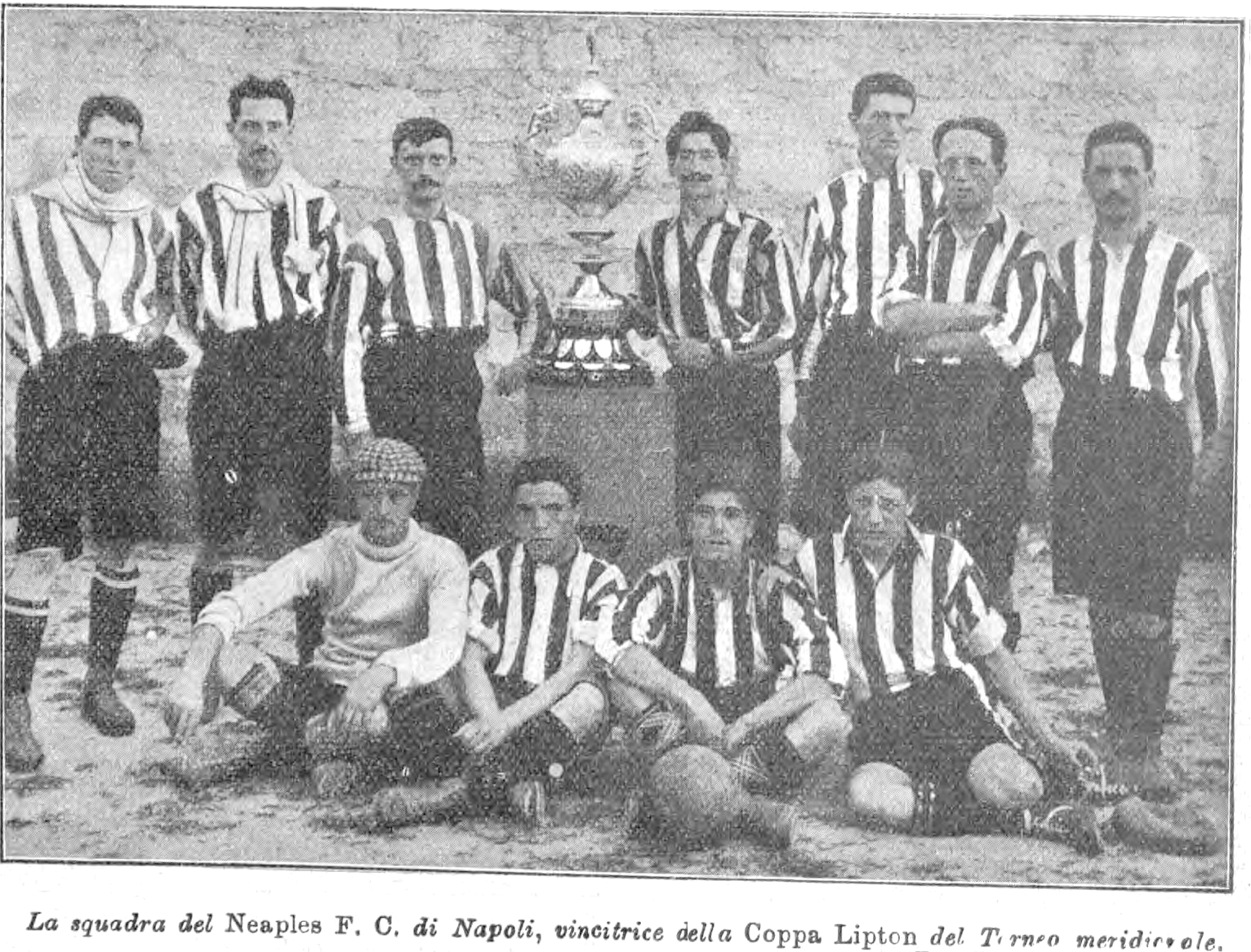
Перший переможець турніру «Наплес» із трофеєм. 1909 рік.

| Рік  | Чемпіон | Фіналіст              | Рахунок |
| 1909 | Наплес  | Палермо               | 4-2     |
| 1910 | Палермо | Наплес                | 4-1     |
| 1911 | Наплес  | Палермо               | 2-1     |
| 1912 | Палермо | Наплес                | 6-0     |
| 1913 | Палермо | Інтернаціонале Наполі | 5-0     |
| 1914 | Палермо | Наплес                | 2-1     |
| 1915 | Палермо | Інтернаціонале Наполі | 2-1     |